# Minh Đức, Đồng Nai
Minh Đức là một xã thuộc tỉnh Đồng Nai, Việt Nam.
Xã Minh Đức có diện tích 52,90 km², dân số năm 2007 là 4.855 người, mật độ dân số đạt 92 người/km².